# Francisque Joseph Duret
Francisque Joseph Duret (ur. 19 października 1804 w Paryżu, zm. 26 maja 1865 tamże) – francuski rzeźbiarz.
Uczeń Bosio. Najważniejsze jego dzieła to "Merkury wynalazca liry", "Młody rybak tańczący tarantellę", "Posąg marmurowy Moliera".

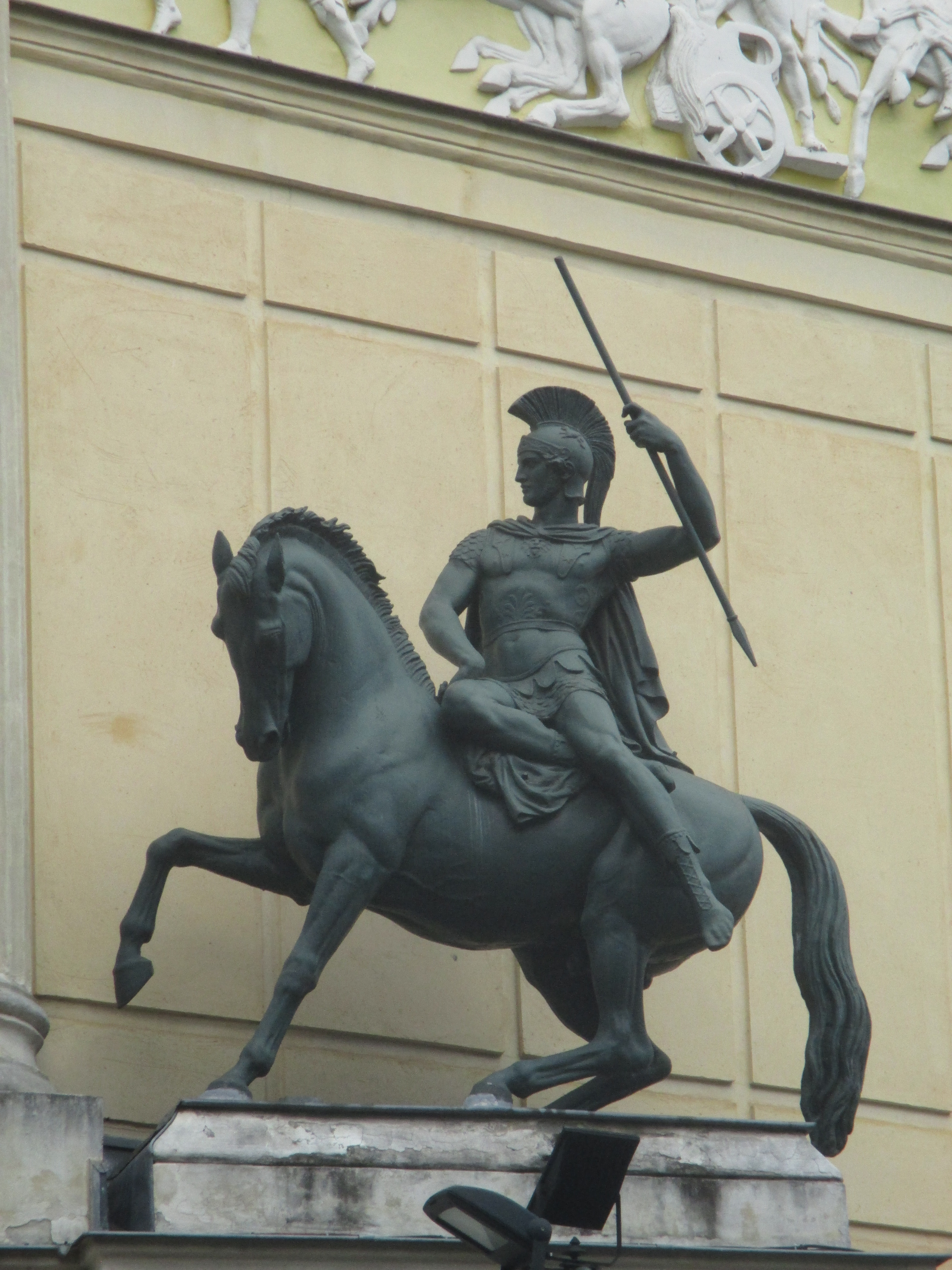
Cirque d'hiver w Paryżu Pomnik konny
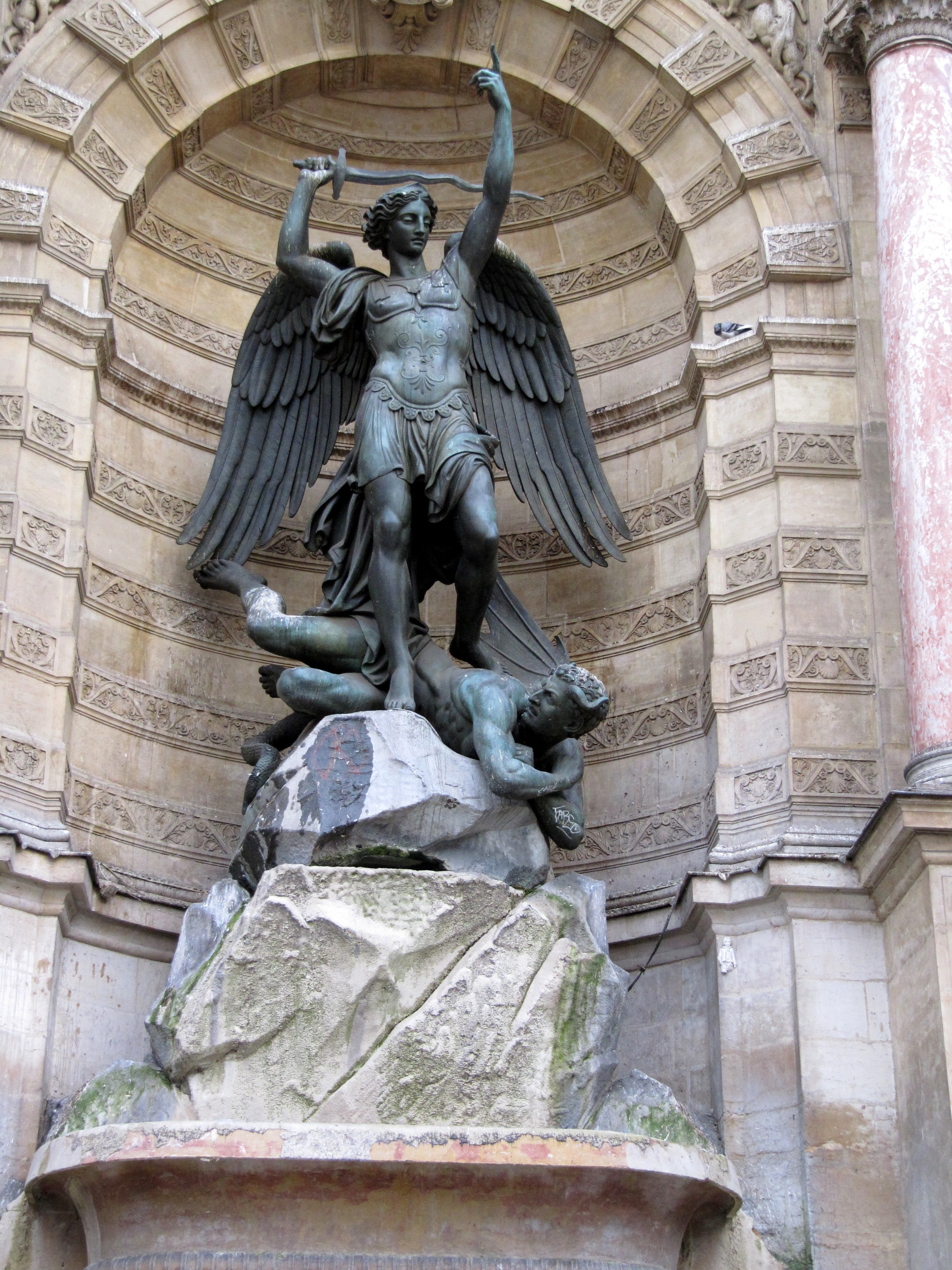
Fontanna Św. Michała w Paryżu
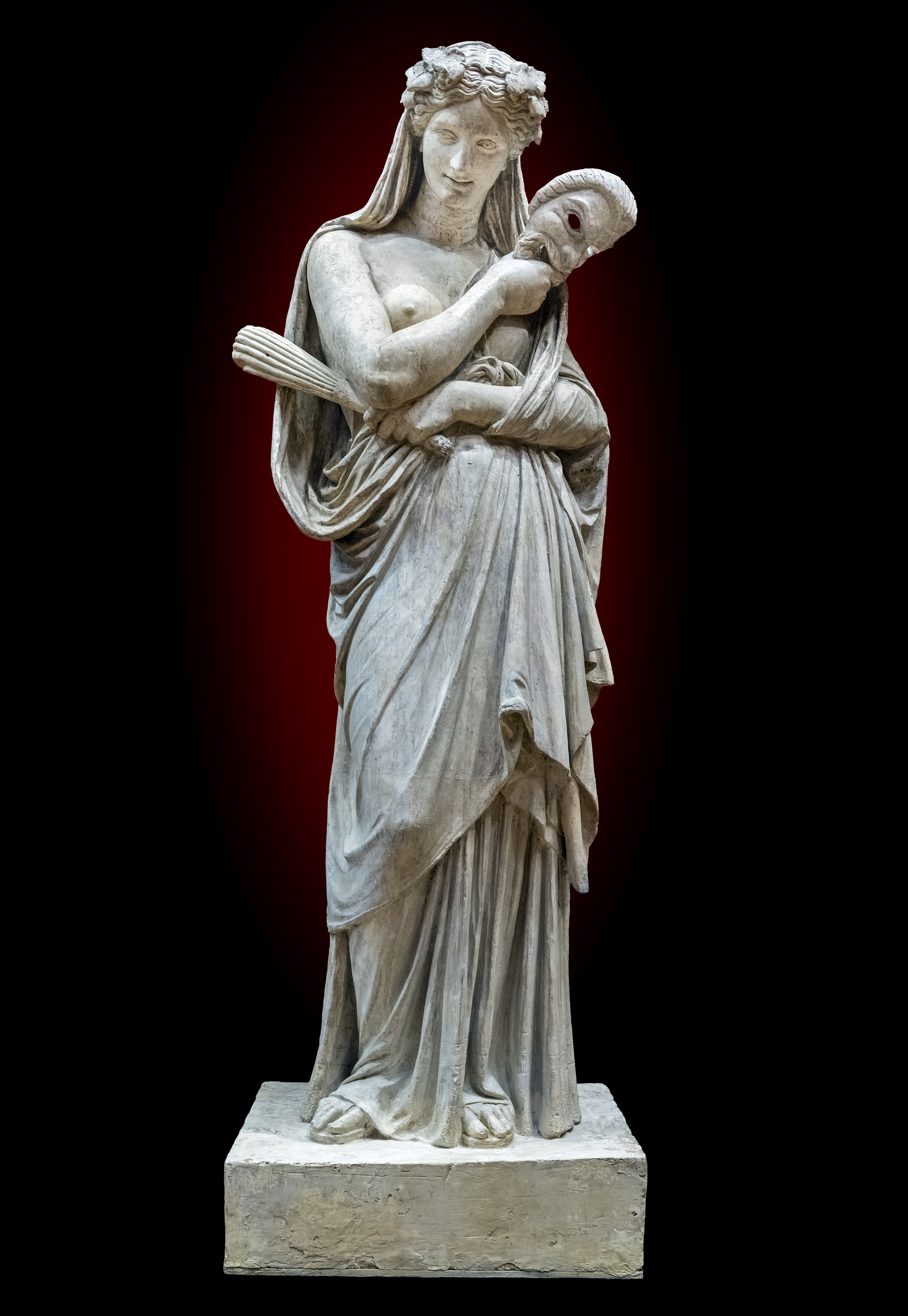
Komedia (musée des Augustins, Toulouse)